# Neocranaphis bambusicola
Neocranaphis bambusicola är en insektsart. Neocranaphis bambusicola ingår i släktet Neocranaphis och familjen långrörsbladlöss. Inga underarter finns listade i Catalogue of Life.